# Chamaecrista glandulosa
Chamaecrista glandulosa es una especie de planta fanerógama perteneciente a la familia Fabaceae. Es originaria de América. Su distribución se extiende desde México hasta Brasil y a las Antillas.

## Descripción
Es un arbusto que alcanza un tamaño de 1 m de alto; con tallos puberulentos y frecuentemente setulosos. Hojas de 6–12 cm de largo; folíolos con 9–22 pares en las hojas más largas, angostamente oblongo-obtusos, de 10–18 mm de largo y 2.5–4.5 mm de ancho, mucronados, glabros y ciliolados; pecíolos 2–7 mm de largo, con un nectario estipitado, estípulas angostamente lanceolado-atenuadas, 5–13 mm de largo, estriadas. Pedúnculos cortamente adnados al tallo, con 1–3 flores, pedicelos 12–18 mm de largo; sépalos 10–12 mm de largo; pétalo abaxial más largo ca 12 mm de largo; estambres 10; estilo 4 mm de largo. Fruto linear-subfalcado, 3.5–4.5 cm de largo y 5 mm de ancho, valvas glabras, rojizas.

## Distribución y hábitat
Especie poco común, se encuentra en las laderas rocosas y peñascos en los bosques de pino-encinos, a una altitud de 1100–1400 metros; fl sep–ene; desde el sur de México hasta los Andes.

## Taxonomía
Chamaecrista glandulosa fue descrito por (L.) Greene y publicado en Pittonia 4(20D): 28. 1899.
Etimología
Chamaecrista: nombre genérico que deriva de las palabras griegas: chama = "bajo, enano" y crista = "cresta".
glandulosa: epíteto latino que significa "con glándulas"
Variedades aceptadas
- Chamaecrista glandulosa var. andicola H.S.Irwin & Barneby
- Chamaecrista glandulosa var. andreana (Britton & Killip) H.S.Irwin &
- Chamaecrista glandulosa var. brasiliensis (Vogel) H.S.Irwin & Barneby
- Chamaecrista glandulosa var. flavicoma (Kunth) H.S.Irwin & Barneby
- Chamaecrista glandulosa var. mirabilis (Pollard) H.S.Irwin & Barneby
- Chamaecrista glandulosa var. parralensis (H.S.Irwin & Barneby) H.S.Irwin
- Chamaecrista glandulosa var. picardae (Urb.) H.S.Irwin & Barneby
- Chamaecrista glandulosa var. swartzii (Wikstr.) H.S.Irwin & Barneby
- Chamaecrista glandulosa var. tristicula (Kunth) H.S.Irwin & Barneby

Sinonimia
- Cassia chamaecrista var. stricta (Schrank) DC.
- Cassia glandulosa L.
- Cassia glandulosa var. ramosa Griseb.
- Cassia glandulosa var. stricta (Schrank) G.Don
- Cassia stricta Schrank
- Cassia virgata Sw.
- Chamaecrista cowellii Britton & Rose
- Chamaecrista virgata (Sw.) Greene
- Dialanthera glandulosa Raf.
- Hepteireca glandulosa Raf.[6]